# Sonny Montgomery

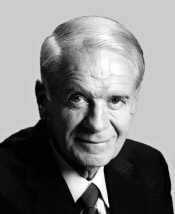
Sonny Montgomery

Gillespie V. „Sonny“ Montgomery (* 5. August 1920 in Meridian, Mississippi; † 12. Mai 2006 ebenda) war ein US-amerikanischer Politiker (Demokratische Partei). Zwischen 1967 und 1973 vertrat er den vierten sowie von 1973 bis 1997 den dritten Wahlbezirk des Bundesstaates Mississippi im Repräsentantenhaus der Vereinigten Staaten.

## Werdegang
Sonny Montgomery absolvierte ein Studium an der Mississippi State University, stieg danach in die Versicherungsbranche ein und wurde Vizepräsident der Greater Mississippi Life Insurance Co. Während des Zweiten Weltkrieges diente er in der US-Armee auf dem europäischen Kriegsschauplatz und wurde für seine militärischen Leistungen mit mehreren Orden ausgezeichnet. Während des Koreakrieges wurde Montgomery wieder für die Streitkräfte reaktiviert. In der Nationalgarde des Staates Mississippi stieg er bis 1980 zum Generalmajor auf. Er wurde Präsident der Mississippi National Guard Association und Mitglied des Landwirtschafts- und Industrierats des Staates. Zwischen 1956 und 1966 vertrat er das Lauderdale County im Senat von Mississippi.
1966 wurde er im vierten Distrikt von Mississippi in das US-Repräsentantenhaus in Washington, D.C. gewählt. Dort löste er am 3. Januar 1967 den Republikaner Prentiss Walker ab. Da er auch die folgenden Wahlen gewann, konnte er diesen Bezirk bis zum 3. Januar 1973 im Kongress vertreten. Nach den Wahlen des Jahres 1972 wechselte Montgomery in den dritten Wahlbezirk. Dieses Mandat konnte er nach mehreren Wiederwahlen bis zum 3. Januar 1997 ausüben. Zwischen 1969 und 1971 war er Vorsitzender des Ausschusses, der sich mit der amerikanischen Verwicklung in die Geschehnisse in Südostasien befasste. Von 1975 bis 1977 war er Mitglied des Ausschusses, der sich mit den Vermissten der Kriegseinsätze in Südostasien beschäftigte. Außerdem gehörte Montgomery von 1981 bis 1989 dem Veteranenausschuss an. Montgomery war der Verfasser der sogenannten G.I. Bill of Rights, die Soldaten finanzielle Zuschüsse für schulische Aus- und Weiterbildung zusicherte.
1996 verzichtete Sonny Montgomery auf eine weitere Kandidatur. Im Jahr 2005 wurde er mit der Presidential Medal of Freedom ausgezeichnet. Er starb im Jahr 2006 und wurde in Meridian beigesetzt.

## Werke
- Montgomery mit Michael B. Ballard, Craig S. Piper: Sonny Montgomery: The Veteran’s Champion. University Press of Mississippi, Jackson 2003, ISBN 978-1-57806-554-7.